# Teenage dream
〈Teenage dream〉은 일본의 밴드 DEEN의 여섯 번째 싱글로, 1995년 3월 27일 발매되었다. (CD: JBDJ-1001) 곡의 작사는 사카이 이즈미가, 작곡은 쿠리바야시 세이이치로, 편곡은 하야마 타케시가 맡았다. DEEN이 곡을 발표한 세 달 뒤, 사카이 이즈미 (ZARD)가 본인의 싱글 〈사랑이 보이지 않아〉에 수록했다. 또한 이 곡은 TBS의 프로그램 《카운트 다운 TV》의 오프닝 테마로 사용되었다.
B 사이드 곡은 〈Run Around〉이며, 작사/작곡을 이케모리 슈이치, 편곡을 하야마 타케시가 맡았다.

## 수록곡
| #            | 제목                                     | 작사            | 작곡                  | 편곡          | 재생 시간 |
| ------------ | ---------------------------------------- | --------------- | --------------------- | ------------- | --------- |
| 1.           | 〈〈Teenage dream〉〉                    | 사카이 이즈미   | 쿠리바야시 세이이치로 | 하야마 타케시 | 4:39      |
| 2.           | 〈〈Run Around〉〉                       | 이케모리 슈이치 | 이케모리 슈이치       | 하야마 타케시 | 4:08      |
| 3.           | 〈〈Teenage dream〉〉 (Original Karaoke) |                 |                       |               | 4:39      |
| 4.           | 〈〈Run Around〉〉 (Original Karaoke)    |                 |                       |               | 4:05      |
| 총 재생 시간 | 총 재생 시간                             | 총 재생 시간    | 총 재생 시간          | 총 재생 시간  | 17:30     |